# سانت يوسانيو فوركونيزي
سانت يوسانيو فوركونيزي (بالإيطالية: Sant'Eusanio Forconese)‏ هي بلدية في مقاطعة لاكويلا في إقليم أبروتسو الإيطالي.

## السكان
في سنة 1861 بلغ عدد السكان 1٬070 نسمة، وتطور العدد ليصل في سنة 2011 لـ 418 نسمة.
يظهر هذا المخطط البياني تطور النمو السكاني لـ سانت يوسانيو فوركونيزي